# Симфония № 5 (Шостакович)
Симфония № 5 ре минор, op. 47, — симфония Дмитрия Шостаковича, созданная в период между апрелем и июлем 1937 года. Впервые исполнена 21 ноября 1937 года в Ленинграде, Ленинградским филармоническим оркестром под управлением Евгения Мравинского. Работа имела огромный успех, и, по словам Мстислава Ростроповича, получила овации со слезами на глазах, длившиеся по крайней мере 40 минут.

## История
После гонений 1936 года за оперу «Леди Макбет Мценского уезда» и балет «Светлый ручей» Дмитрий Шостакович находился под давлением. От него требовали упростить свою музыку и адаптировать её к модели социалистического реализма. Согласно официальной позиции, социалистический реализм в музыке предполагал монументальный подход и возвышенную оптимистическую риторику. Музыка Шостаковича была сочтена слишком сложной технически, оперу «Леди Макбет Мценского уезда» критиковали в «Правде». На заседании Союза композиторов через неделю после этой статьи Лев Книппер, Борис Асафьев и Иван Дзержинский предложили помочь композитору встать на правильный путь.
Шостакович создал новое произведение с удивительной глубиной и многоплановостью, отражающее современную жизнь. Он достиг новой высоты в своем творчестве, оставив потомкам срез времени в классической музыкальной интерпретации.
Одна работа, написанная ранее, смогла добиться этого — Четвёртая симфония Малера. Малер начал свою Четвертую симфонию в режиме детской простоты, однако в дальнейшем стало очевидным, что первое впечатление было обманчивым. Шостакович использовал отрывок из Малера в своей симфонии.
Через четыре месяца после окончания работы над Четвёртой симфонией, Шостакович начал писать Пятую. Уже после неоднократного исполнения симфонии в Ленинграде он написал 28 января 1938 года в московской газете статью «Мой творческий ответ»: Среди отзывов, часто очень обстоятельно анализировавших это произведение, особенную радость доставил мне один, где говорилось, что пятая симфония — это деловой творческий ответ советского художника на справедливую критику. Этот «ответ» явил пример героического классицизма. Шостакович расширил свой музыкальный стиль, при этом усилив содержательность и создав многомерность. Он нашёл новый музыкальный язык, который использовал все последующие годы.
В музыковедении обсуждается вопрос о влиянии оперы Жоржа Бизе на симфонию Шостаковича. Известно, что последний восхищался партитурой «Кармен» и отклонил предложение Майи Плисецкой о создании для неё балета на темы из оперы французского композитора. Вероятно первым, кто заметил влияние тематического материала оперы на интонационный комплекс симфонии, был советский музыковед Лев Мазель. Он обратил внимание, что мелодико-гармонические обороты побочной партии первой части симфонии, вызывают ассоциации с оборотами припева «Хабанеры» (на словах «Любовь, любовь»), но предполагал, что это «внешнее» влияние было случайным. Владимир Спиваков писал, что Шостакович не случайно ввёл в симфонию «цитату из „Кармен“, тему любви». По мнению Александра Бендицкого, советский композитор обратился к опере Бизе в связи с его неудачным романом с переводчицей Еленой Константиновской, которая уехала в Испанию во время Гражданской войны, где её избранником стал кинодокументалист Роман Кармен. Таким образом, по его предположению, совпадение фамилии последнего с нарицательным именем «женщины-вамп» и вызвало ассоциативную связь произведения Шостаковича с оперой Бизе. Бендицкий находит в этой симфонии «с двойным дном» автобиографические мотивы, связь между смертью и любовью, близкие ритм, мелодику, звуковысотность, тональность (побочная партия репризы D-dur, как и в Хабанере), испанский колорит. По его мнению: «Симфония — гигантская парафраза на „Кармен“. Многие мастера обращались к опере Бизе. Каждый в своей сфере — Сарасате, Горовиц, Щедрин. Творение Шостаковича высоко возвышается в этом ряду». Он также усматривает тематическое влияние оперы (из финальной сцены) и в симфонии № 6 Шостаковича. По мнению Марины Раку, трактовка программы Пятой симфонии, предложенная Бендицким, является излишне «размашистой», а появление указанных реминисценций видимо носило исключительно интрамузыкальный характер. Манашир Якубов поддерживает тезис о влиянии оперы Бизе на Пятую симфонию Шостаковича и распространяет его на некоторые другие сочинения композитора.

## Музыка
Первая часть (Moderato — Allegro non troppo, ре минор, сонатная форма) — огромное, развернутое повествование, разворачивающееся по типичной для Шостаковича схеме трактовки сонатной формы в симфониях. Её открывает вопросительная, напряженная тема, имитирующаяся канонически в нижнем регистре, отличительное свойство которой — двойной пунктирный ритм. Продолжает экспозицию неустойчивая, фаустианская мелодия в скрипичном тембре; следующая за этим просветленная побочная партия исполняется также скрипками. Разработка приводит к вторжению жестких, императивных интонаций и ритмов, а в результате — к значительному нарастанию и достижению её кульминации — маршевому образу механистического движения, в котором главную роль играют медные духовые инструменты и ритмическая фигурация малого барабана — таким образом, этот эпизод можно считать прототипом знаменитого раздела из первой части Седьмой симфонии. Но императивный образ угнетающей силы постепенно уступает место настроениям репризы — возвращаются вопросительные интонации, «блуждающие» музыкальные построения, побочная партия воплощается уже в канонической имитации флейты и валторны. Реприза части, суть которой — осмысление действия, происходившего в разработке, заканчивается уходящей ввысь первой темой.
Вторая часть (Allegretto, ля минор, сложная трёхчастная форма) — скерцо. Первый раздел начинают виолончели и контрабасы. Тема среднего раздела (до мажор) — в духе простой уличной песенки, сначала звучит у солирующей скрипки, затем флейты. Реприза первого раздела несколько видоизменена и по-новому инструментована.
Третья часть (Largo, фа диез минор, сонатная форма без разработки) — эмоциональный и трагедийный «центр» симфонии. Часть начинается тихим хором струнных.
Финал (Allegro non troppo, ре минор — ре мажор, сонатная форма с эпизодом вместо разработки) начинается пронзительной трелью, а затем — яркой, энергичной темой у медных духовых на фоне литавр. Побочная партия, благородная и призывная, сначала звучит у солирующей трубы, а затем у струнных и деревянных духовых с сопровождением труб. Не все трактовки этой части признают её внешнюю оптимистичность,

## Состав оркестра
Симфония написана для оркестра в составе: 2 флейт и флейты-пикколо, 2 гобоев, 2 кларнетов и малого кларнета, 2 фаготов и контрафагота, 4 валторн, 3 труб, 3 тромбонов, тубы, литавр, малого барабана, треугольника, тарелок, большого барабана, гонга, колокольчиков, ксилофона, 2 арф (одна часть), фортепиано, челесты и струнных.

## Приём
Пятая симфония Шостаковича стала беспрецедентным триумфом. Музыка встретила положительный отклик как официальных критиков, так и публики. Власти нашли всё, что искали в предыдущих сочинениях композитора. Общественность услышала её как выражение страдания. Симфония явилась его художественным изображением времени, в котором она возникла. Годы спустя автор так отозвался о случившемся: «Они… надели маски… Теперь все говорят: „Мы не знали, мы не понимали. Мы верили Сталину. Нас обманули, ах, как нас жестоко обманули!“… Я ни за что не поверю, что тот, кто ничего не понимал, мог прочувствовать Пятую симфонию».

## Видеозапись исполнения с партитурой
- 1973, Ленинградская филармония, ЗКР академический симфонический оркестр, дирижёр Е.А.Мравинский